# 熊本大学教育学部附属中学校
熊本大学教育学部附属中学校（くまもとだいがくきょういくがくぶふぞくちゅうがっこう, Junior High School Attached to the Faculty of Education, Kumamoto University）は、熊本県熊本市中央区京町本丁に所在する国立中学校。
熊本大学教育学部の附属学校である。通称「附中」、「附属中」、「熊大附中」。同じ敷地に附属小学校が所在する。

## 概要
歴史
1947年（昭和22年）の学制改革（六・三制の実施）により、熊本師範学校附属国民学校（男子部・女子部）の高等科が改編され、「熊本師範学校男子部附属中学校」・「熊本師範学校女子部附属中学校」（男女別学の新制中学校）として発足。1949年（昭和24年）5月の熊本大学発足により、2校が統合し男女共学の「熊本大学熊本師範学校附属中学校」に改称。1951年（昭和26年）熊本師範学校の廃止に伴い、現校名となった。2017年（平成29年）には創立70周年を迎えた。
教育理念(綱領)
- 響きあえ、たくましいからだで
- 響きあえ、厳しい知性で
- 響きあえ、豊かな心で

校章
3枚の銀杏の葉を組み合わせたものを背景に、「附中」の文字（縦書き）を置いている。

## 沿革
- 1947年（昭和22年）4月18日 - 学制改革（六・三制の実施）
  - 熊本師範学校男子部附属国民学校の初等科を「熊本師範学校男子部附属小学校」に、高等科を「熊本県師範学校男子部附属中学校」に改編。
  - 熊本師範学校女子部附属国民学校の初等科を「熊本師範学校女子部附属小学校」に、高等科を「熊本県師範学校女子部附属中学校」に改編。
- 1949年（昭和24年）5月12日 - 新制熊本大学の発足に伴い、男子部・女子部附属小学校を統合し、「熊本大学熊本師範学校附属中学校」に改称。
- 1951年（昭和26年）4月1日 - 熊本師範学校の廃止に伴い、「熊本大学教育学部附属中学校」（現校名）に改称。
- 1955年（昭和30年）1月31日 - 熊本大学教育学部の跡地に木造二階建の本館が完成。
- 1965年（昭和40年）12月24日 - 鉄筋コンクリート造の体育館が完成。
- 1967年（昭和42年）3月10日 - 新校舎が完成。
- 1972年（昭和47年）4月1日 - プールが完成。
- 1981年（昭和56年）12月22日 - 熊本大学女子寮を解体し、運動場を拡張。
- 1984年（昭和59年）
  - 7月 -  鉄筋コンクリート造本館が完成。
  - 9月29日 - 西校舎が完成。
- 1988年（昭和63年）3月30日 - 多目的広場が完成。
- 1989年（平成元年）10月31日 - 野外音楽堂が完成。
- 1995年（平成7年）2月13日 - コンピュータ棟が完成。
- 1997年（平成9年）10月4日 - 創立50周年を記念し、ブロンズ像「展望」を設置。
- 2005年（平成13年）4月1日 - 新教育後援会が発足。
- 2004年（平成16年）4月 - 設置者が国から国立大学法人へ変更。
- 2007年（平成19年）1月14日 - 入試2次選考（抽選）を廃止。
- 2008年（平成20年）3月24日 - エレベーターを設置。
- 2012年（平成24年）4月1日 - 熊本市の政令指定都市への移行により、住所表記が熊本市「中央区」京町本丁5番12号となる。
- 2014年（平成26年）- 防災倉庫設置。- 教員用新パソコン導入。

## 部活動
文化部
- コーラス部

熊本大学熊本師範学校附属中学校時代から全国唱歌ラジオコンクール(現:NHK全国学校音楽コンクール)、中学校部門新設から全日本合唱コンクールに出場している。2018年(平成30年度)現在、NHK全国学校音楽コンクール 中学校の部 全国大会最多出場。2024年(令和6年度)全日本合唱コンクール 全国大会出場(19回目)。
- 茶道部
- 美術部

体育大会用の各団の団画の作成を行っている。
運動部
- 野球部　　　2020年秋期西部地区大会準優勝を果たしている。
- ラグビー部

2025年(令和7年度)現在、熊本市立龍田中学校ラグビー部と合同で練習を行っている。2019年(令和元年度)全国中学生ラグビーフットボール大会出場。
- サッカー部
- 卓球部
- ソフトテニス部（男テニ・女テニ）
- バスケットボール部（男バス・女バス）
- バレーボール部（男バレ・女バレ）

## 生徒会活動

### 行事
生徒総会
生徒全員が参加して、現生徒会が抱える問題や提案された議題について議論する。議決権はないが、議題に対する全生徒の意向を調査し、生徒議会での議決の参考とする。
生徒議会
執行部、総代会が出席して、各課の提案について審議する場。原則として月に2回だが、異なる時もある。質疑応答など経て、議決される。
響き合い学習会。
半年に1度ぐらいのペースで行われる。クラスの学習リーダー会の生徒が他クラスの授業を見学し、課題点や自分のクラスに活かせる点を学習リーダー全員で論議する。その後、自分のクラスに発信し、学習の向上をはかる。同時に先生による大研も行われている。

### 組織
委員会活動は2008年度（平成20年度）に委員会事業体活動を再編して、「未来創造社」という名称でスタートした。現在は「課活動」という名称で活動している。前期と後期で半年ごとに入れ替わりがある。基本的に生徒中心で活動する。2025年（令和7年）現在、17の課・会と三役・執行部が存在する。
生徒会三役
毎年9月に全校生徒の投票で、会長1名、副会長2名、書記2名が選出される。学校行事の運営や、17の課・会を束ね、調整する役割もある。
総代会
附中の生徒の代表として、様々なことを決定する。各クラスから総代が男女一人ずつが選ばれる。学級委員。3年生は大きな行事において団長、副団長となる。基本的に、各行事の運営も総代会が担当する。総代会の長は、議長という名であり、総代会をまとめるとともに、生徒議会の司会も務める。
生活向上課
全校生徒の生活態度の向上を目標としている。毎週、目標を設定し、1週間交代で週番をする（現在は一時中止）。また、不定期にカラーボックスコンテストを実施する。
整美環境課
掃除道具の整備などを行う。掃除の時間、さまざまなことをし、美化に努めている。また、「MICHELIN 熊大附中」と呼ばれる企画を行い、全校生徒の掃除態度の向上を図っている。
文化伝統課
学年掲示板の掲示を作成している。また、体育大会前にはクラスごとに旗を製作し、クラスの目印としている。学校行事に合わせた掲示の作成も行う。
体育健康課
昼休みのボールの貸し出しや、レクレーションの企画などを行う。三大行事の体育大会や駅伝大会の運営の補佐と毎年3学期にあるクラスマッチの企画、運営も行う。クラスの体育係も兼任することが一般的である。
保健衛生課
毎朝の健康観察の配布や消毒の実施、ヘルスチェックなどの常時活動を行う。
食育栄養課
牛乳をクラスごとに分け、配布することなどを行う。体育大会時はジュースの配布を行う。令和3年度より、課名が給食栄養課から食育栄養課に変更された。
社会探究課
生徒会役員選挙の運営を行う。また、「附中生サミット」の準備、開催をする。令和3年度より、課名が選挙管理課から社会探求課に変更された。
放送企画課
附中の放送を担当する。放送は、朝、昼食、掃除、夕方。また不定期ながら、リクエストされた曲を流すこともある。年中行事や学校行事に合わせた放送も行う。
図書教養課
しおりコンクール、小説コンクール、POPコンテストも開催している。
新聞広報課
2005年（平成17年）より、生徒に配布する新聞を制作している。
学習リーダー会
附中生の学習意欲向上を目指す。前述の、響きあい学習会を行う。課の中で唯一「会」の名前を持つ。
統計調査課
全校生徒に、アンケートを行い、よりよい附中への道を模索する。
情報発信課
附中のホームページの作成を行う。附中校内へ情報を提供する。行事においては写真撮影など記録も行う。
緑化推進課
附中に緑を増やすため、花壇の作成と花の栽培を行う。
設備充実課
技術の授業で学んだことを生かし、校内の環境の充実のため附中に必要なものの製作を行う。
交流推進課
生徒会執行部の仕事を軽減するため、2010年（平成22年）度後期から発足した。熊本大学教育学部附属小学校や周辺地域との交流や生徒同士の交流企画、ボランティア企画などを実施する。ボランティア企画ではペットボトルキャップ回収の実施、交流企画では新入生歓迎会や部活動紹介、特技披露会などがある。
執行部
上記の課・会の課長と生徒会三役で構成される。行事や生徒集会の運営を行う。主に召集は生徒会三役が行う。

## 施設
校舎全般
- 耐震工事は実施済み。
- 普通教室および特別教室全てに空調設備が完備されている。
- パソコンが利用できるCP棟がある。CP棟の隣には、屋外プールがある。
- 音楽室には別に練習室が5つあり、それぞれにピアノが設置されている。主にコーラス部が練習に利用しているが、校内合唱コンクールの練習期間中は指揮者と伴奏者が利用することもある。

グラウンド
- 熊本師範学校の校門跡がある。
- 二ヶ所あり、第二グラウンドと呼ばれる小さいほうの運動場は、附属小学校と共有しており、附中のラグビー部がラグビー場としても利用する。
- 第一グラウンドと第二グラウンドにはさまれる形で、三面のテニスコートがある。また、テニスコートの校舎側には、附中のシンボルともいえる楓の木があり、夏季休業期間中のテニス部の憩いの場ともなっている。

## 著名な出身者
政治家・官僚
- 後藤英友（元衆議院議員、熊本県立熊本高等学校 - 上智大学卒業）
- 西田譲（元衆議院議員、熊本県立熊本高等学校 - 慶應義塾大学経済学部中退）

実業家
- 杉村太郎（途中転出）（株式会社ジャパンビジネスラボ代表取締役社長、我究館会長、プレゼンス会長、聖光学院高等学校 - 慶應義塾大学理工学部 - ハーバード大学大学院）
- 細谷英二（りそなホールディングス会長、熊本県立熊本高等学校 - 東京大学法学部卒業）
- 斉藤惇（日本取引所グループ取締役兼代表執行役グループCEO、熊本県立済々黌高等学校 - 慶應義塾大学商学部卒業）
- 木村康（石油連盟会長）

文化人
- 佛田洋（映画監督、熊本県立済々黌高等学校 - 九州大学工学部卒業）
- 三池敏夫（美術監督、熊本県立熊本高校 - 九州大学工学部卒業）
- 棚橋俊夫（精進料理人、真和高等学校 - 筑波大学卒業）
- 日高常博（事業プロデューサー、熊本県立熊本高等学校 - 慶應義塾大学経済学部卒業）
- 八重野充弘（作家、熊本県立熊本高等学校 - 立教大学社会学部卒業）
- 山本高栄（合唱指揮者）

芸能
- 愛那結梨（女優、元宝塚歌劇団月組、真和高等学校卒業）
- 有田哲平（くりぃむしちゅー、熊本県立済々黌高等学校 - 立教大学法学部中退）
- 木下明水（元ジョビジョバ、現在は金剛山勝明寺（熊本県八代市）副住職、青雲高等学校 - 明治大学卒業）

マスコミ
- 荘口彰久（元ニッポン放送アナウンサー、熊本県立熊本高等学校 - 早稲田大学法学部卒業）
- 庭木櫻子（NHKアナウンサー、熊本県立第一高等学校 - 熊本大学法学部法学科卒業）

スポーツ
- 大塚翔太（元プロサッカー選手、熊本県立大津高等学校 - 筑波大学卒業）
- 中川誠一郎（競輪選手・トラック五輪代表、真和高等学校卒業）

## 交通アクセス
最寄りの鉄道駅
- JR九州 鹿児島本線 「上熊本駅」
- 熊本市電「上熊本電停」

最寄りのバス停
- 産交バス・熊本都市バス  「京町本丁」バス停

最寄りの道路
- 熊本県道303号四方寄熊本線
- 熊本県道31号熊本田原坂線

## 周辺
- 附属小学校・附属教育実践総合センター
- 熊本市立京陵中学校
- 九州森林管理局
- 熊本中央警察署 京町交番

## 関連事項
- 熊本県小学校一覧
- 熊本大学 教育学部（北緯32度48分57.9秒 東経130度43分43.9秒 / 北緯32.816083度 東経130.728861度）
  - 熊本大学教育学部附属小学校（北緯32度49分4.6秒 東経130度42分13.3秒 / 北緯32.817944度 東経130.703694度）
  - 熊本大学教育学部附属幼稚園（北緯32度48分23.6秒 東経130度42分38.1秒 / 北緯32.806556度 東経130.710583度）
  - 熊本大学教育学部附属特別支援学校（北緯32度48分59秒 東経130度43分50.4秒 / 北緯32.81639度 東経130.730667度）